# Gerda Pamler
Gerda Pamler (* 1958 in Zangenstein) ist eine ehemalige deutsche Behindertensportlerin.

## Werdegang
Gerda Pamler stammt aus München. Sie ist schwerbehindert und seit 1986 auf den Rollstuhl angewiesen. Pamler begann mit dem Alpinen Skisport, genauer mit dem Monoskifahren, in dem sie sowohl Weltmeisterin als auch Paralympicsgewinnerin wurde.
Wegen ihrer guten Leistungen in den alpinen Sportarten Slalom, Riesenslalom, Abfahrtslauf und Super-G wurde sie in die Deutsche Behindertenskinationalmannschaft berufen. Mit dieser Mannschaft nahm sie an zwei Paralympischen Winterspielen teil, bei denen sie mehrere Medaillen gewann. Die ersten Winter-Paralympics, an denen sie teilnahm, waren die Winter-Paralympics 1992. Hier siegte sie im Slalom in ihrer Leistungsgruppe LW 10/11. Es folgten der Gewinn zweier Silbermedaillen: im Super-G und im Abfahrtslauf.
Auch bei den nächsten Paralympischen Winterspielen 1994 war sie wieder dabei und gewann in ihrer Leistungsgruppe drei Medaillen: sie siegte im Riesenslalom, gewann eine Silbermedaille im Super-G und wurde Dritte im Abfahrtslauf.
Pamler war die Skilehrerin von Anna-Lena Forster, die ebenfalls bei den Paralympics mehrfach gewinnen konnte.

## Auszeichnungen
- 13. Juni 1993: Silbernes Lorbeerblatt[3]
- 2007: Bayerischer Sportpreis
- 17. Dezember 2017: Bayerischer Verdienstorden